# Seckauer Tauern
Seckauer Tauern är en bergskedja i Österrike. Den ligger i förbundslandet Steiermark, i den östra delen av landet. De högst topparna når 2400 meter över havet.
Lägre delar är täckta av blandskog och mot topparna finns bergsängar och klippor. bergstrakten består främst av gnejs och glimmerskiffer. I Seckauer Tauern finns endast ett fåtal fjällstugor.